# Wólka Kijewska

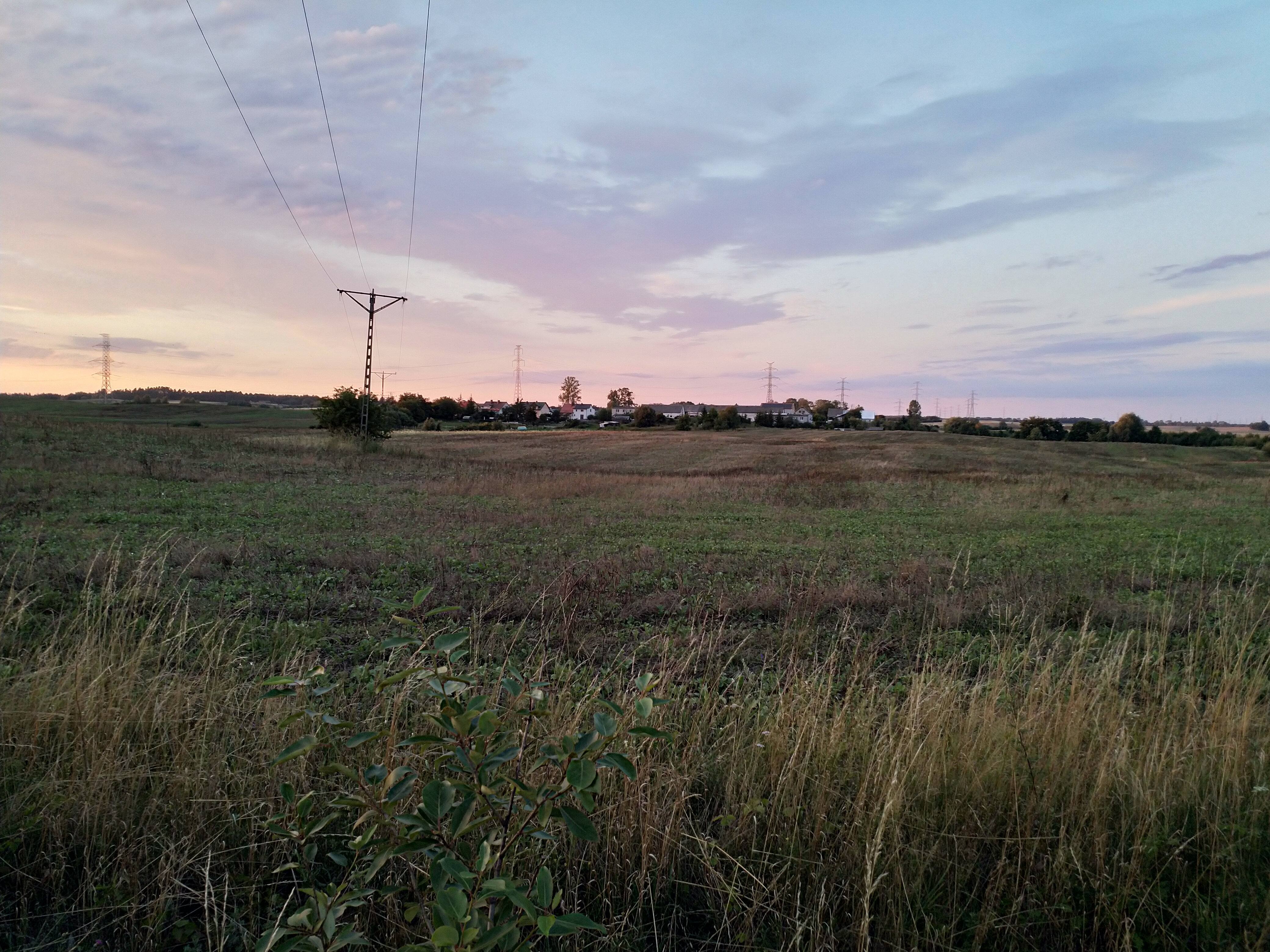
Wólka Kijewska (2024)

Wólka Kijewska (deutsch Kiöwenhorst) ist ein kleiner Ort in der polnischen Woiwodschaft Ermland-Masuren und gehört zur Stadt-und-Land-Gemeinde Olecko (Marggrabowa, umgangssprachlich auch: Oletzko, 1928 bis 1945 Treuburg) im Powiat Olecki (Kreis Oletzko, 1933 bis 1945 Kreis Treuburg).

## Geographische Lage
Der Weiler (polnisch osada) Wólka Kijewska liegt im Osten der Woiwodschaft Ermland-Masuren, zwölf Kilometer südlich der Kreisstadt Olecko.

## Geschichte
Das nach 1871 Kivewenhorst und bis 1945 Kiöwenhorst genannte kleine Gutsdorf ist erst seit 1868 auf Karten verzeichnet. Bis 1945 war es ein Wohnplatz innerhalb der Landgemeinde Kiöwen (polnisch Kijewo), die zum Kreis Oletzko (1933 bis 1945 Kreis Treuburg) im Regierungsbezirk Gumbinnen der preußischen Provinz Ostpreußen gehörte. Im Jahre 1905 umfasste es drei Wohnhäuser mit acht Einwohnern.
In Kriegsfolge kam Kiöwenhorst 1945 mit dem gesamten südlichen Ostpreußen zu Polen und  trägt seither die polnische Namensform „Wólka Kijewska“. Heute ist der Ort in die Stadt-und-Land-Gemeinde Olecko integriert.

## Kirche
Kiöwenhorst war bis 1945 in die evangelische Kirche Gonsken in der Kirchenprovinz Ostpreußen der Kirche der Altpreußischen Union und in die katholische Pfarrkirche Marggrabowa (1928 bis 1945 Treuburg) im Bistum Ermland eingepfarrt.
Heute gehört Wólka Kijewska zur evangelischen Kirchengemeinde in Ełk (deutsch Lyck), einer Filialgemeinde der Pfarrei in Pisz (Johannisburg) in der Diözese Masuren der Evangelisch-Augsburgischen Kirche in Polen, bzw. zur katholischen Pfarrkirche in Gąski im Bistum Ełk der Römisch-katholischen Kirche in Polen.

## Verkehr
Wólka Kijewska liegt an einer Nebenstraße, die Kijewo (Kiöwen) mit Zatyki (Sattycken, 1938 bis 1945 Satticken) verbindet. Am östlichen Ortsrand verläuft die Bahnstrecke Ełk–Tschernjachowsk mit der nächstgelegenen Bahnstation in Kijewo. Sie wird heute nur noch im Abschnitt bis Olecko im Güterverkehr befahren.